# 1986

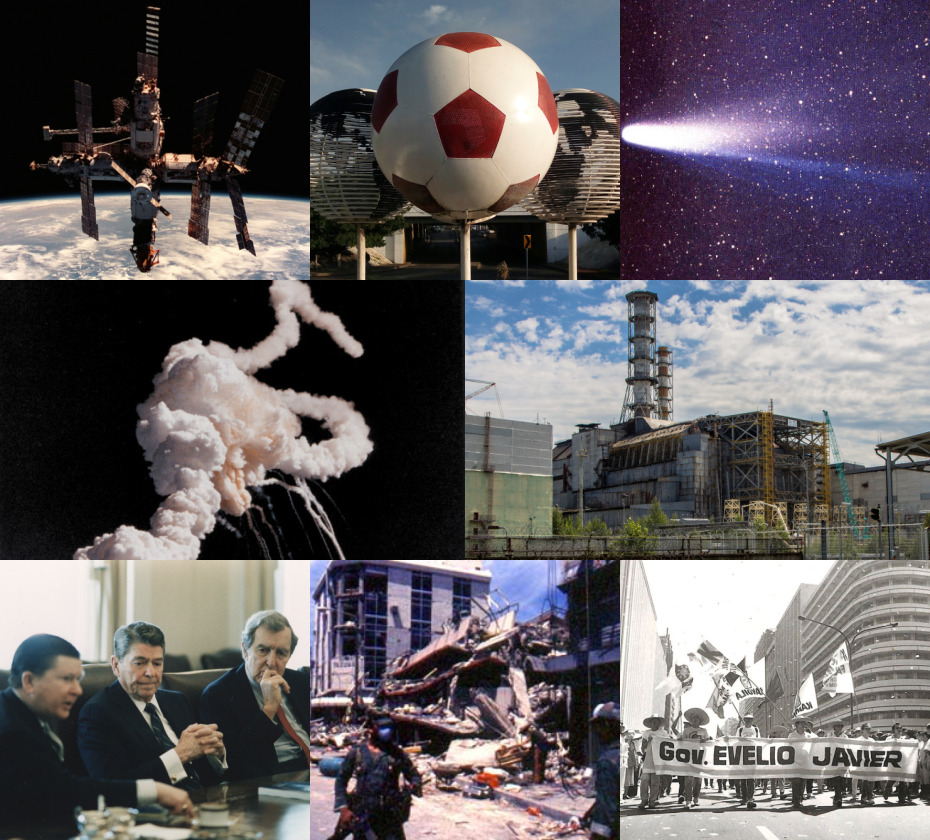

1986 (MCMLXXXVI) là một năm thường bắt đầu vào Thứ tư của lịch Gregory, năm thứ 1986 của Công nguyên hay của Anno Domini, the năm thứ 986  của thiên niên kỷ 2, năm thứ 86  của thế kỷ 20, và năm thứ  7   của thập niên 1980. 

## Sự kiện

### Tháng 1
- 1 tháng 1: 
  - Alphons Egli trở thành tổng thống Thụy Sĩ
  - Bồ Đào Nha và Tây Ban Nha gia nhập Liên minh châu Âu
- 13 tháng 1: Nội chiến tại Yemen bắt đầu.
- 28 tháng 1: Thảm họa tàu con thoi Challenger
- 29 tháng 1: Chìm phà "Ekhlas Star" (Bangladesh) chết khoảng 1000 người

### Tháng 2
- 9 tháng 2: lần cận nhật gần đây nhất của sao chổi Halley.
- 25 tháng 2: Philippines: tổng thống E. Marcos bị lật đổ.

### Tháng 3
- 9 tháng 3: Mário Soares trở thành tổng thống mới của Bồ Đào Nha.

### Tháng 4
- 20 tháng 4: Vỡ đập nước tại Sri Lanka 178 người chết
- 25 tháng 4: vua Mswati III trở thành nhà lãnh đạo quốc gia tại Swaziland
- 26 tháng 4: Thảm họa Chernobyl

### Tháng 6
- 22 tháng 6: Bầu cử quốc hội tại Tây Ban Nha
- 29 tháng 6[1]: Argentina[2] vô địch World Cup 1986[3][4] sau khi đánh bại Tây Đức[5]. 3-2

### Tháng 10
- 10 tháng 10: Động đất tại El Salvador, trên 1.000 người chết

### Tháng 12
18 tháng 12: Đảng Cộng Sản Việt Nam khai mạc kỳ họp lần thứ Vl

## Sinh

### Tháng 1
- 1 tháng 1: Lee Sung-min, ca sĩ, nhạc sĩ, diễn viên người Hàn Quốc, thành viên nhóm nhạc Super Junior
- 9 tháng 1: Uwe Hünemeier, cầu thủ bóng đá người Đức
- 1 tháng 11: Bruninho, cầu thủ bóng đá người Bồ Đào Nha
- 12 tháng 1: Đặng Linh Nga, nữ diễn viên múa, nghệ sĩ ưu tú người Việt Nam
- 13 tháng 1: 
  - Josefine Preuß, nữ diễn viên Đức
  - Ông Cao Thắng, ca sĩ người Việt Nam, thành viên cựu nhóm nhạc Weboys, chồng của nữ ca sĩ Đông Nhi
- 16 tháng 1: Reto Ziegler, cầu thủ bóng đá người Thụy Sĩ
- 17 tháng 1: Olympia Zacharias, nữ vận động viên điền kinh
- 19 tháng 1: Vĩnh Thuyên Kim nữ ca sĩ người Việt Nam
- 20 tháng 1: Dương Ngọc Trinh, dẫn chương trình, biên tập viên dẫn chương trình Bản tin tài chính tại Đài Truyền hình Việt Nam
- 24 tháng 1: Mischa Barton, nữ diễn viên người Anh
- 27 tháng 1: Tú Vi, diễn viên người Việt Nam

### Tháng 2
- 1 tháng 2: Johan Vonlanthen, cầu thủ bóng đá đội tuyển quốc gia Thụy Sĩ
- 6 tháng 2: Jung Yunho, ca sĩ, diễn viên Hàn Quốc (TVXQ)
- 13 tháng 2: Rashami Desai, nữ diễn viên người Ấn Độ
- 19 tháng 2: Marta, nữ cầu thủ bóng đá Brasil
- 22 tháng 2: Choi Daniel, MC, diễn viên Hàn Quốc
- 23 tháng 2: Skylar Grey, nữ ca sĩ Mỹ
- 25 tháng 2: Justin Berfield, diễn viên Mỹ

### Tháng 3
- 14 tháng 3: Jamie Bell, diễn viên Anh
- 15 tháng 3: Dũng CT (Nguyễn Anh Dũng), Youtuber, streamer người Việt Nam
- 17 tháng 3: Silke Spiegelburg, nữ vận động viên điền kinh
- 18 tháng 3: Paulina Barzycka, nữ vận động viên bơi lội Ba Lan
- 22 tháng 3: Boram, nữ ca sĩ, diễn viên người Hàn Quốc và là thành viên của nhóm nhạc nữ Hàn Quốc T-ara
- 28 tháng 3: Adaílton Pereira Coelho, cầu thủ bóng đá người Brasil
- 28 tháng 3: Lady Gaga, ca sĩ, nhạc sĩ người Mỹ gốc Ý

### Tháng 4
- 1 tháng 4: Ireen Wüst, nữ vận động viên chạy đua trên băng Hà Lan, huy chương Thế Vận Hội
- 3 tháng 4: Amanda Bynes, nữ diễn viên Mỹ
- 4 tháng 4: Eunhyuk, thành viên nhóm nhạc nam Hàn Quốc Super Junior, Super Junior-T, Super Junior-M, Super Junior-H và Super Junior-D&E
- 7 tháng 4: Choi Siwon, thành viên của nhóm nhạc nam Hàn Quốc Super Junior, Super Junior-M
- 9 tháng 4: Mirna Jukic, nữ vận động viên bơi lội Áo
- 12 tháng 4: Jonathan Pitroipa, cầu thủ bóng đá
- 16 tháng 4: Okazaki Shinji, cầu thủ bóng đá người Nhật Bản
- 17 tháng 4: Trịnh Khải, diễn viên nổi tiếng của Trung Quốc
- 22 tháng 4: Amber Heard, nữ diễn viên Mỹ
- 23 tháng 4: Sven Kramer, vận động viên chạy đua trên băng Hà Lan, huy chương Thế Vận Hội
- 26 tháng 4: Sriti Jha, nữ diễn viên truyền hình Nepali

### Tháng 5
- 1 tháng 5: Trương Thanh Hằng, nữ vận động viên, huấn luyện viên điền kinh người Việt Nam
- 12 tháng 5: Emily VanCamp, nữ diễn viên Canada
- 13 tháng 5: Robert Pattinson, nam diễn viên, người mẫu Anh.
- 14 tháng 5: Hứa Tung, ca sĩ người Trung Quốc
- 26 tháng 5: Astrid Bergès-Frisbey, nữ diễn viên, người mẫu Pháp.
- 28 tháng 5: Seth Rollins, siêu sao WWE

### Tháng 6
- 3 tháng 6: Rafael Nadal, vận động viên quần vợt Tây Ban Nha
- 13 tháng 6: 
  - Mary-Kate Olsen và Ashley Olsen, nữ diễn viên Mỹ
  - Honda Keisuke, cầu thủ kiêm huấn luyện viên bóng đá người Nhật Bản
- 21 tháng 6: Cheick Tioté, cầu thủ bóng đá Bờ Biển Ngà (m. 2017)
- 27 tháng 6: Nhan Phúc Vinh, diễn viên và người mẫu người Việt Nam

### Tháng 7
- 2 tháng 7: Denis Epstein, cầu thủ bóng đá Đức
- 2 tháng 7: Lindsay Lohan, nữ diễn viên Mỹ và nữ ca sĩ nhạc pop
- 3 tháng 7: Robina Muqimyar, nữ vận động viên điền kinh
- 3 tháng 7: Sascha Dum, cầu thủ bóng đá Đức
- 5 tháng 7:
  - Piermario Morosini, cầu thủ bóng đá Italia (mất 2012)
  - Adam Young, ca sĩ, nhạc sĩ, nhà sản xuất âm nhạc người Mỹ, người sáng lập dự  án Owl City
- 8 tháng 7: 
  - Hà Trí Quang, nam diễn viên Việt Nam
  - Thúy Diễm, diễn viên va người mẫu Việt Nam
- 9 tháng 7: Phạm Văn Hưởng, giám đốc Marketing & phụ trách sản phẩm tại Vinaseed
- 12 tháng 7: Mã Thiên Vũ, nam ca sĩ, diễn viên Trung Quốc
- 23 tháng 7: Millane Fernandez, nữ ca sĩ nhạc pop
- 27 tháng 7: Lukas Lang, vận động viên khúc côn cầu trên băng
- 31 tháng 7: Trí Hải, ca sĩ người Việt Nam (m. 2009)

### Tháng 8
- 1 tháng 8: Jörn Schlönvoigt, diễn viên Đức và nhạc sĩ
- 5 tháng 8: Kathrin Zettel, nữ vận động viên chạy ski Áo
- 7 tháng 8: Paul Biedermann, vận động viên bơi lội Đức

### Tháng 9
- 4 tháng 9: Aaron Hunt, cầu thủ bóng đá người Đức
- 11 tháng 9: Thanh Trúc, nữ diễn viên kiêm ca sĩ người Việt Nam
- 12 tháng 9: 
  - Emmy Rossum, ca sĩ và nhạc sĩ người Mỹ
  - Dương Mịch, diễn viên người Trung Quốc
- 19 tháng 9: Nguyễn Hải Yến, nữ ca sĩ người Việt Nam
- 20 tháng 9: Hồ Quang Hiếu (Nguyễn Quang Hiếu), ca sĩ người Việt Nam
- 22 tháng 9: Itte Detenamo, vận động viên cử tạ
- 25 tháng 9: Ryu Jun-yeol, diễn viên người Hàn Quốc
- 26 tháng 9: Yoon Shi Yoon, diễn viên, dẫn chương trình người Hàn Quốc
- 27 tháng 9: Natasha Thomas, nữ ca sĩ

### Tháng 10
- 5 tháng 10: Treechada Petcharat (Poyd/Polly), nữ diễn viên, người mẫu Thái Lan, hoa hậu Chuyển giới Quốc tế 2004
- 4 tháng 10: Sara Forestier, nữ diễn viên Pháp
- 6 tháng 10: Vũ Mạnh Cường, người dẫn chương trình Việt Nam
- 8 tháng 10: Karan Rastogi, vận động viên quần vợt Ấn Độ
- 9 tháng 10: Laure Manaudou, nữ vận động viên bơi lội Pháp.
- 15 tháng 10: Lee Dong-hae, thành viên nhóm nhạc nam Hàn Quốc Super Junior, Super Junior D&E, Super Junior M.
- 24 tháng 10: Tăng Thanh Hà, nữ diễn viên, người mẫu người Việt Nam
- 26 tháng 10: Duy Nhân, người mẫu và diễn viên người Việt Nam (m. 2015)
- 30 tháng 10: Châu Khải Phong, ca sĩ kiêm nhạc sĩ người Việt Nam

### Tháng 11
- 2 tháng 11: Đoàn Thúy Trang, nữ ca sĩ người Việt Nam
- 4 tháng 11: Alexz Johnson, nữ diễn viên, ca sĩ người Canada
- 5 tháng 11: Kwon Boa, ca sĩ người Hàn Quốc
- 13 tháng 11: Paul Boll, vận động viên trượt băng nghệ thuật người Đức
- 16 tháng 11: Nguyễn Thị Minh Nguyệt,  nữ cầu thủ bóng đá người Việt Nam
- 19 tháng 11: Jessicah Schipper, nữ vận động viên bơi lội người Úc
- 29 tháng 11: Quốc Huy, diễn viên người Việt Nam
- 30 tháng 11: Thanh Duy Idol, ca sĩ người Việt Nam, á quân Thần tượng âm nhạc Việt Nam 2008

### Tháng 12
- 12 tháng 12: Qri, nữ ca sĩ, diễn viên, người mẫu, nhạc công người Hàn Quốc và là thành viên của nhóm nhạc nữ Hàn Quốc T-ara
- 24 tháng 12: Tăng Nhật Tuệ, nhạc sĩ kiêm ca sĩ người Việt Nam
- 30 tháng 12: Ellie Goulding, ca sĩ Anh

## Mất

### Tháng 1
- 1 tháng 1: Alfredo Binda, tay đua xe đạp Ý (sinh 1902)
- 4 tháng 1: Phil Lynott, nam ca sĩ (sinh 1949)
- 4 tháng 1: Christopher Isherwood, nhà văn (sinh 1904)
- 5 tháng 1: Ilmari Salminen, vận động viên điền kinh Phần Lan (sinh 1902)
- 9 tháng 1: Michel de Certeau, thầy tu dòng Tên người Pháp, nhà xã hội học, nhà sử học (sinh 1925)
- 9 tháng 1: Helga Wex, nữ chính trị gia Đức (sinh 1924)
- 10 tháng 1: Ernst Angel, thi sĩ, đạo diễn phim, nhà tâm lý học (sinh 1894)
- 10 tháng 1: Joe Farrell, nhạc sĩ nhạc jazz Mỹ (sinh 1937)
- 10 tháng 1: Ernst Lehner, cầu thủ bóng đá Đức (sinh 1912)
- 10 tháng 1: Jaroslav Seifert, nhà văn Séc (sinh 1901)
- 12 tháng 1: Ludwig Biermann, nhà vật lý học Đức (sinh 1907)
- 14 tháng 1: Donna Reed, nữ diễn viên Mỹ
- 14 tháng 1: Daniel Balavoine, nam ca sĩ Pháp (sinh 1952)
- 15 tháng 1: Bruno Liebrucks, triết gia Đức (sinh 1911)
- 16 tháng 1: Eugen Ray, vận động viên điền kinh Đức (sinh 1957)
- 16 tháng 1: Stjepan Šulek, nhà soạn nhạc Croatia, người điều khiển dàn nhạc (sinh 1914)
- 22 tháng 1: Ilse Fromm-Michaels, nhà soạn nhạc (sinh 1888)
- 22 tháng 1: Luise Ullrich, nữ diễn viên (sinh 1911)
- 23 tháng 1: Joseph Beuys, nghệ nhân Đức (sinh 1921)
- 23 tháng 1: Yvonne Lefébure, nghệ sĩ dương cầm Pháp (sinh 1898)
- 24 tháng 1: Leopold Szondi, nhà y học Hungary, nhà tâm lý học (sinh 1893)
- 25 tháng 1: Erwin Hartung, ca sĩ, diễn viên (sinh 1901)
- 27 tháng 1: Lilli Palmer, nữ diễn viên Đức (sinh 1914)
- 28 tháng 1: Christa McAuliffe, nữ du hành vũ trụ (sinh 1948)
- 28 tháng 1: Judith A. Resnik, nữ du hành vũ trụ Mỹ (sinh 1949)
- 29 tháng 1: Jörg Mauthe, nhà báo Áo, nhà văn (sinh 1924)
- 29 tháng 1: Leif Erickson, diễn viên Mỹ (sinh 1911)

### Tháng 2
- 1 tháng 2: Alva Myrdal, nữ xã hội học Thụy Điển, nữ chính trị gia, Giải thưởng Nobel về hòa bình (sinh 1902)
- 3 tháng 2: Alfred Vohrer, đạo diễn phim Đức (sinh 1914)
- 6 tháng 2: Minoru Yamasaki, kiến trúc sư Mỹ (sinh 1912)
- 10 tháng 2: Brian Aherne, diễn viên Anh (sinh 1902)
- 11 tháng 2: Frank Herbert, nhà văn (sinh 1920)
- 14 tháng 2: Edmund Rubbra, nhà soạn nhạc Anh (sinh 1901)
- 15 tháng 2: Erik Olson, họa sĩ Thụy Điển (sinh 1901)
- 16 tháng 2: Anton Hilbert, chính trị gia Đức (sinh 1898)
- 17 tháng 2: Jiddu Krishnamurti, triết gia (sinh 1895)
- 21 tháng 2: Eckhard Hess, nhà tâm lý học Mỹ (sinh 1916)
- 23 tháng 2: Mart Stam, kiến trúc sư Hà Lan, nhà thiết kế (sinh 1899)
- 26 tháng 2: Wolfgang Hedler, chính trị gia Đức
- 27 tháng 2: Gedeon Barcza, người đánh cờ Hungary (sinh 1911)
- 28 tháng 2: Olof Palme, chính trị gia Thụy Điển, thủ tướng (sinh 1927)

### Tháng 3

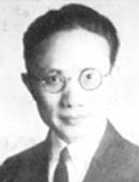
Chu Quang Tiềm

- 1 tháng 3: Chu Quang Tiềm, nhà văn mĩ luận học nổi tiếng của Trung Quốc (s.1897)
- 4 tháng 3: Ding Ling, nhà văn nữ Trung Hoa (sinh 1904)
- 5 tháng 3: Lyudmila Rudenko, người đánh cờ Xô Viết (sinh 1904)
- 5 tháng 3: Helmut Thielicke, nhà thần học Đức (sinh 1908)
- 6 tháng 3: Georgia O'Keeffe, nữ họa sĩ Mỹ (sinh 1887)

- 7 tháng 3: Franz-Josef Wuermeling, chính trị gia Đức (sinh 1900)
- 8 tháng 3: Hubert Fichte, nhà văn Đức (sinh 1935)
- 9 tháng 3: Walter Bader, nhà khảo cổ học Đức (sinh 1901)
- 10 tháng 3: Ray Milland, diễn viên (sinh 1905)
- 11 tháng 3: Sonny Terry, ca sĩ nhạc blues Mỹ (sinh 1911)
- 13 tháng 3: Eugen Gerstenmaier, nhà thần học Tin Lành, chính trị gia (sinh 1906)
- 14 tháng 3: Benno Ammann, người điều khiển dàn nhạc Thụy Sĩ, nhà soạn nhạc (sinh 1904)
- 16 tháng 3: Anna Maria Bieganowski, nữ chính trị gia Đức (sinh 1906)
- 17 tháng 3: Alfred Mallwitz, kiến trúc sư, nhà khảo cổ học (sinh 1919)
- 30 tháng 3: Helga Anders, nữ diễn viên Áo (sinh 1948)

### Tháng 4
- 3 tháng 4: Peter Pears, người hát giọng nam cao(sinh 1910)
- 7 tháng 4: Leonid Vitaliyevich Kantorovich, Giải Nobel về kinh tế học (sinh 1912)
- 7 tháng 4: Valérie von Martens, nữ diễn viên (sinh 1894)
- 9 tháng 4: Pamela Wedekind, nữ diễn viên (sinh 1906)
- 9 tháng 4: Heinz Conrads, diễn viên Áo (sinh 1913)
- 9 tháng 4: Alfred Pfeifle, người hát giọng nam cao Đức (sinh 1916)
- 14 tháng 4: Simone de Beauvoir, nhà văn nữ người Pháp, nữ triết gia (sinh 1908)
- 15 tháng 4: Jean Genet, nhà văn Pháp, nhà soạn kịch, nhà thơ (sinh 1910)
- 23 tháng 4: Harold Arlen, nhà soạn nhạc Mỹ, Giải Oscar (sinh 1905)
- 23 tháng 4: Otto Preminger, đạo diễn phim Mỹ, nhà sản xuất phim (sinh 1906)
- 26 tháng 4: Broderick Crawford, diễn viên Mỹ (sinh 1911)
- 28 tháng 4: Werner Conze, nhà sử học Đức (sinh 1910)

### Tháng 5
- 5 tháng 5: Käthe Haack, nữ diễn viên Đức (sinh 1897)
- 7 tháng 5: Gaston Defferre, chính trị gia Pháp (sinh 1910)
- 7 tháng 5: Haldun Taner, nhà văn Thổ Nhĩ Kỳ (sinh 1915)
- 7 tháng 5: Herma Szabo, nữ vận động viên trượt băng nghệ thuật Áo (sinh 1902)
- 12 tháng 5: Elisabeth Bergner, nữ diễn viên (sinh 1897)
- 16 tháng 5: Friedrich Franz von Unruh, nhà văn Đức (sinh 1893)
- 18 tháng 5: Peter Wehle, nhà soạn nhạc Áo, tác giả (sinh 1914)
- 23 tháng 5: Sterling Hayden, diễn viên Mỹ, tác giả (sinh 1916)
- 24 tháng 5: Yakima Canutt, diễn viên Mỹ (sinh 1896)
- 29 tháng 5: Onelio Jorge Cardoso, nhà văn Cuba, nhà báo (sinh 1914)
- 29 tháng 5: Inge Landgut, nữ diễn viên (sinh 1922)
- 30 tháng 5: Boy Gobert, diễn viên (sinh 1925)
- 30 tháng 5: James Rainwater, nhà vật lý học Mỹ (sinh 1917)
- 31 tháng 5: Harry Westermann, luật gia Đức (sinh 1909)

### Tháng 6
- 1 tháng 6: Jo Gartner, tay đua ô tô Áo (sinh 1954)
- 3 tháng 6: Alfred Sabisch, nhà điêu khắc Đức (sinh 1905)
- 6 tháng 6: Herbert Eisenreich, nhà văn Áo (sinh 1925)
- 9 tháng 6: Elisabeth Selbert, nữ chính trị gia Đức, nữ luật gia (sinh 1896)
- 13 tháng 6: Benny Goodman, nhạc sĩ nhạc jazz Mỹ (sinh 1909)
- 14 tháng 6: Jorge Luis Borges, nhà văn Argentina (sinh 1899)
- 14 tháng 6: Wilhelm Szabo, thi sĩ, nhà thơ, tác giả, dịch giả, thầy giáo (sinh 1901)
- 14 tháng 6: Alan Jay Lerner, tác giả Mỹ, nhà soạn nhạc (sinh 1918)
- 16 tháng 6: Maurice Duruflé, nhà soạn nhạc Pháp (sinh 1902)
- 19 tháng 6: Coluche, diễn viên Pháp (sinh 1944)
- 23 tháng 6: Hubert Schulze-Pellengahr, chính trị gia Đức
- 25 tháng 6: Reinhold Münzenberg, cầu thủ bóng đá Đức (sinh 1909)
- 30 tháng 6: László Lékai, tổng giám mục của Esztergom, Hồng y Giáo chủ của nhà thờ Công giáo La Mã (sinh 1910)

### Tháng 7
- 2 tháng 7: Hoàng Văn Thái, Đại tướng Quân đội Nhân dân Việt Nam (sinh năm 1915)
- 9 tháng 7: Karl Heinz Beckurts, nhà vật lý học Đức, manager (sinh 1930)
- 10 tháng 7: Lê Duẩn, Tổng bí thư Đảng Cộng sản Việt Nam (sinh 1908)
- 22 tháng 7: Fritz Goller, nhà soạn nhạc Đức (sinh 1914)
- 22 tháng 7: Floyd Gottfredson, họa sĩ vẽ tranh cho truyện comic Mỹ, họa sĩ (sinh 1905)
- 24 tháng 7: Fritz Albert Lipmann, nhà hóa sinh Mỹ (sinh 1899)
- 25 tháng 7: Vincente Minnelli, đạo diễn phim Mỹ (sinh 1903)
- 27 tháng 7: Dorothea Neff, nữ diễn viên Áo (sinh 1903)
- 31 tháng 7: Ernst Hildebrand, nhà soạn nhạc Đức, nhạc sĩ (sinh 1918)

### Tháng 8
- 1 tháng 8: Robert Wolfgang Schnell, nhà văn Đức (sinh 1916)
- 4 tháng 8: Fritz Schwerdtfeger, nhà lâm học Đức (sinh 1905)
- 5 tháng 8: Artur Stegner, chính trị gia Đức (sinh 1907)
- 6 tháng 8: Beppe Wolgers, diễn viên Thụy Điển, đạo diễn phim, tác giả, nhà soạn nhạc (sinh 1928)
- 6 tháng 8: Manfred Hausmann, nhà văn Đức (sinh 1898)
- 10 tháng 8: Chuck McKinley, vận động viên quần vợt Mỹ (sinh 1941)
- 11 tháng 8: Heinz Strehl, cựu cầu thủ bóng đá (sinh 1938)
- 12 tháng 8: Ernst Wendt, đạo diễn sân khấu Đức (sinh 1937)
- 12 tháng 8: Hans Pesser, cầu thủ bóng đá Áo, huấn luyện viên (sinh 1911)
- 19 tháng 8: Willy Kramp, nhà văn Đức (sinh 1909)
- 24 tháng 8: Harry Benjamin, nhà tâm lý học Mỹ (sinh 1885)
- 26 tháng 8: Franziska Bennemann, nữ chính trị gia Đức (sinh 1905)
- 31 tháng 8: Jorge Alessandri, chính trị gia Chile (sinh 1896)
- 31 tháng 8: Urho Kaleva Kekkonen, tổng thống Phần Lan (sinh 1900)
- 31 tháng 8: Henry Moore, nhà điêu khắc Anh, họa sĩ (sinh 1898)

### Tháng 9
- 18 tháng 9: Walther Brühl, chính trị gia Đức (sinh 1894)
- 20 tháng 9: Johannes Caspers, chính trị gia Đức (sinh 1910)
- 25 tháng 9: Nikolay Nikolayevich Semyonov, nhà vật lý và hóa học, Giải Nobel (sinh 1896)
- 25 tháng 9: Hans Batz, chính trị gia Đức, nghị sĩ quốc hội liên bang (sinh 1927)
- 29 tháng 9: Helmut Qualtinger, nhà văn (sinh 1928)
- 30 tháng 9: Franz Burda, nhà xuất bản Đức (sinh 1903)

### Tháng 10
- 5 tháng 10: James Hardy Wilkinson, nhà toán học (sinh 1919)
- 9 tháng 10: Harald Reinl, đạo diễn phim, tác giả kịch bản (sinh 1908)
- 10 tháng 10: Gerold von Braunmühl, nhà ngoại giao Đức (sinh 1935)
- 10 tháng 10: Michele Pellegrino, tổng giám mục của Turin, Hồng y Giáo chủ (sinh 1903)
- 11 tháng 10: Paul Rudolf Henning, nhà điêu khắc Đức, kiến trúc sư (sinh 1886)
- 19 tháng 10: Samora Machel, tổng thống của Mozambique từ 1975 (sinh 1933)
- 20 tháng 10: Fritz Hochwälder, nhà văn Áo (sinh 1911)
- 21 tháng 10: Theodor Busse, tướng Đức (sinh 1887)
- 22 tháng 10: Albert von Szent-Györgyi Nagyrapolt, nhà hóa sinh Hungary (sinh 1893)
- 22 tháng 10: Ye Jianying, thống chế Trung Hoa, chính trị gia (sinh 1897)
- 23 tháng 10: Edward Adelbert Doisy, nhà hóa sinh Mỹ (sinh 1893)
- 25 tháng 10: Johnny Dyani, nhạc sĩ nhạc jazz (sinh 1945)
- 26 tháng 10: Jackson Scholz, vận động viên điền kinh Mỹ, người đoạt huy chương Thế Vận Hội (sinh 1897)
- 27 tháng 10: Alfred Au, cầu thủ bóng đá Đức (sinh 1898)
- 29 tháng 10: Harry Voigt, vận động viên điền kinh Đức (sinh 1913)
- 30 tháng 10: Otto Knefler, huấn luyện viên bóng đá Đức (sinh 1923)
- 30 tháng 10: Elisabeth Schwarzhaupt, nữ chính trị gia Đức (sinh 1901)

### Tháng 11
- 1 tháng 11: Sippie Wallace, nữ nhạc sĩ blues Mỹ (sinh 1898)
- 8 tháng 11: Vyacheslav Mikhailovich Molotov, lãnh đạo chính phủ, bộ trưởng Bộ Ngoại giao Liên Xô (sinh 1890)
- 12 tháng 11: Ria Baran, vận động viên trượt băng nghệ thuật (sinh 1922)
- 15 tháng 11: Alexandre Tansman, nhà soạn nhạc (sinh 1897)
- 17 tháng 11: Ingrid Leodolter, nữ chính trị gia Áo (sinh 1919)
- 18 tháng 11: Gia Marie Carangi, người mẫu (sinh 1960)
- 22 tháng 11: Scatman Crothers, nam ca sĩ Mỹ, diễn viên (sinh 1910)
- 22 tháng 11: Hans-Jürgen Fröhlich, nhà văn Đức (sinh 1932)
- 26 tháng 11: Ingeborg Drewitz, nhà văn nữ Đức (sinh 1923)
- 29 tháng 11: Cary Grant, diễn viên Mỹ (sinh 1904)

### Tháng 12
- 2 tháng 12: Desi Arnaz, nhạc sĩ, diễn viên Colombia (sinh 1917)
- 5 tháng 12: Lê Trọng Tấn, Đại tướng quân đội nhân dân Việt Nam (sinh 1914)
- 19 tháng 12: Avelar Brandão Vilela, tổng giám mục của São Salvador da Bahia, Hồng y Giáo chủ (sinh 1912)
- 20 tháng 12: Alicia Urreta, nhà soạn nhạc Mexico (sinh 1930)
- 21 tháng 12: Hans Baur, diễn viên Đức (sinh 1910)
- 23 tháng 12: Gerhard Bienert, diễn viên Đức (sinh 1898)
- 25 tháng 12: Friedrich von Ledebur, diễn viên Áo (sinh 1900)
- 27 tháng 12: Lars-Erik Larsson, nhà soạn nhạc Thụy Điển (sinh 1908)
- 28 tháng 12: John D. MacDonald, nhà văn Mỹ (sinh 1916)
- 29 tháng 12: Harold Macmillan, chính trị gia Anh, thủ tướng từ 1957 đến 1963 (sinh 1894)
- 29 tháng 12: Pietro Parente, Hồng y Giáo chủ (sinh 1891)
- 29 tháng 12: Andrei Arsenyevich Tarkovsky, đạo diễn phim (sinh 1932)
- 29 tháng 12: John Antill, nhà soạn nhạc Úc (sinh 1904)
- 29 tháng 12: Grete Mosheim, diễn viên (sinh 1905)
- 31 tháng 12: Piero Chiara, nhà văn Ý (sinh 1913)

## Giải thưởng Nobel
- Hóa học - Dudley R Herschbach, Yuan T Lee, John C Polanyi
- Văn học - Wole Soyinka
- Hòa bình - Elie Wiesel
- Vật lý - Ernst Ruska, Gerd Binnig, Heinrich Rohrer
- Y học - Stanley Cohen, Rita Levi-Montalcini
- Kinh tế - James Buchanan Jr